# Tort Sachera

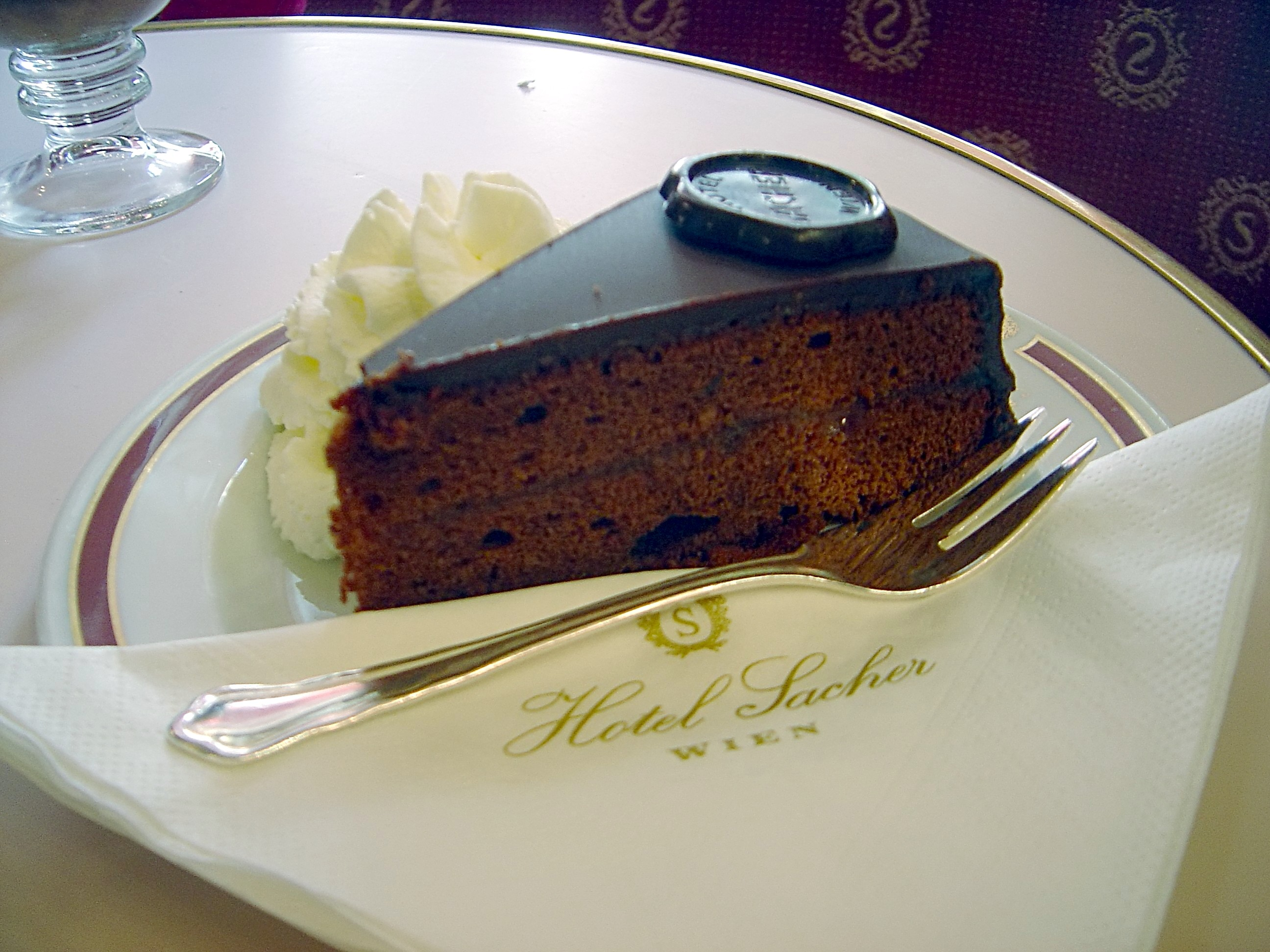
Tort Sachera w Hotelu Sacher, w Wiedniu

Tort Sachera (niem. Sachertorte) – czekoladowy tort stworzony przez Franza Sachera w Wiedniu, w XIX wieku.

## Historia
W 1832 roku pod nieobecność szefa kuchni młodszy kucharz na dworze księcia Metternicha, Franz Sacher, otrzymał delikatne i odpowiedzialne zadanie stworzenia nowego deseru dla księcia i jego wymagających gości. Opracował wówczas przepis na tort czekoladowy przekładany marmoladą morelową i oblewany polewą czekoladową, który po dziś dzień określany jest przez wielu mianem „króla deserów”.

## Tortowe procesy
Syn Franza, Eduard Sacher, wybudował w centrum Wiednia w roku 1876 hotel nazwany jego nazwiskiem. Ten właśnie hotel uczestniczył w trzech procesach sądowych, nazywanych powszechnie „tortowymi procesami”, toczących się w latach 1953–1962, w których drugą stroną była cukiernia Demel. Spór toczył się o prawo używania nazwy „tort Sachera” na określenie tortów czekoladowych oferowanych przez obie konkurujące ze sobą cukiernie.
W końcu, po dziewięciu latach procesów, wyłączne prawo do używania wspomnianej nazwy sąd przyznał hotelowi Sacher. Od tej pory przepis na oryginalny tort Sachera jest najpilniej strzeżoną tajemnicą hotelu Sacher. Jedynie na podstawie informacji o rocznym zużyciu składników, umieszczanych na stronie internetowej hotelu Sacher, można oszacować zestawienie składników wykorzystywanych do produkcji tortu.